# Johann Baptist Pischek

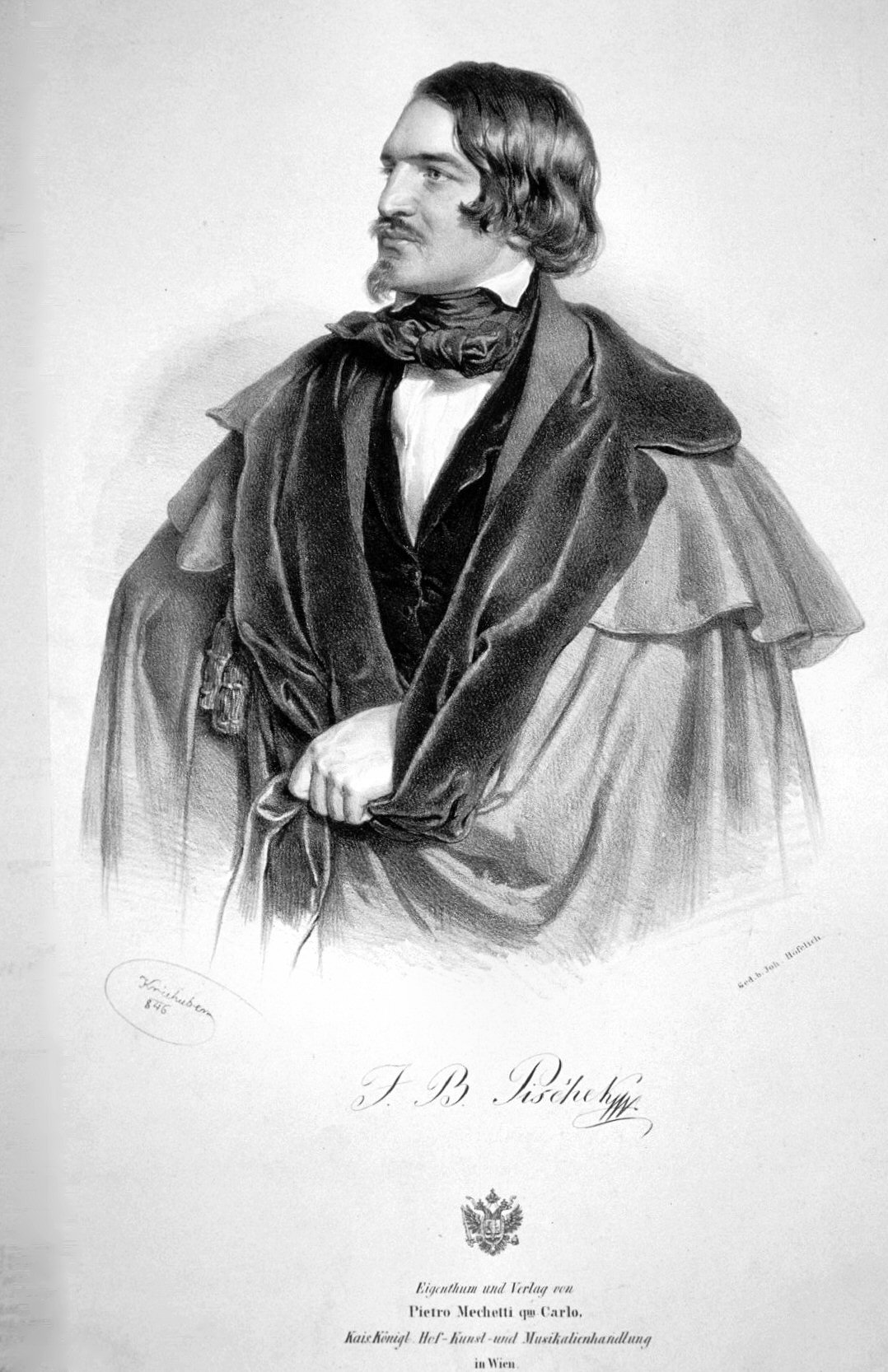
Johann Baptist Pischek, Lithographie von Josef Kriehuber, 1846

Johann Baptist Pischek, auch Johann Baptist Pišek  (* 14. Oktober 1814  in Mscheno; † 16. Februar 1873 in Sigmaringen) war ein aus Böhmen stammender  Opernsänger am Württembergischen Hoftheater.

## Leben

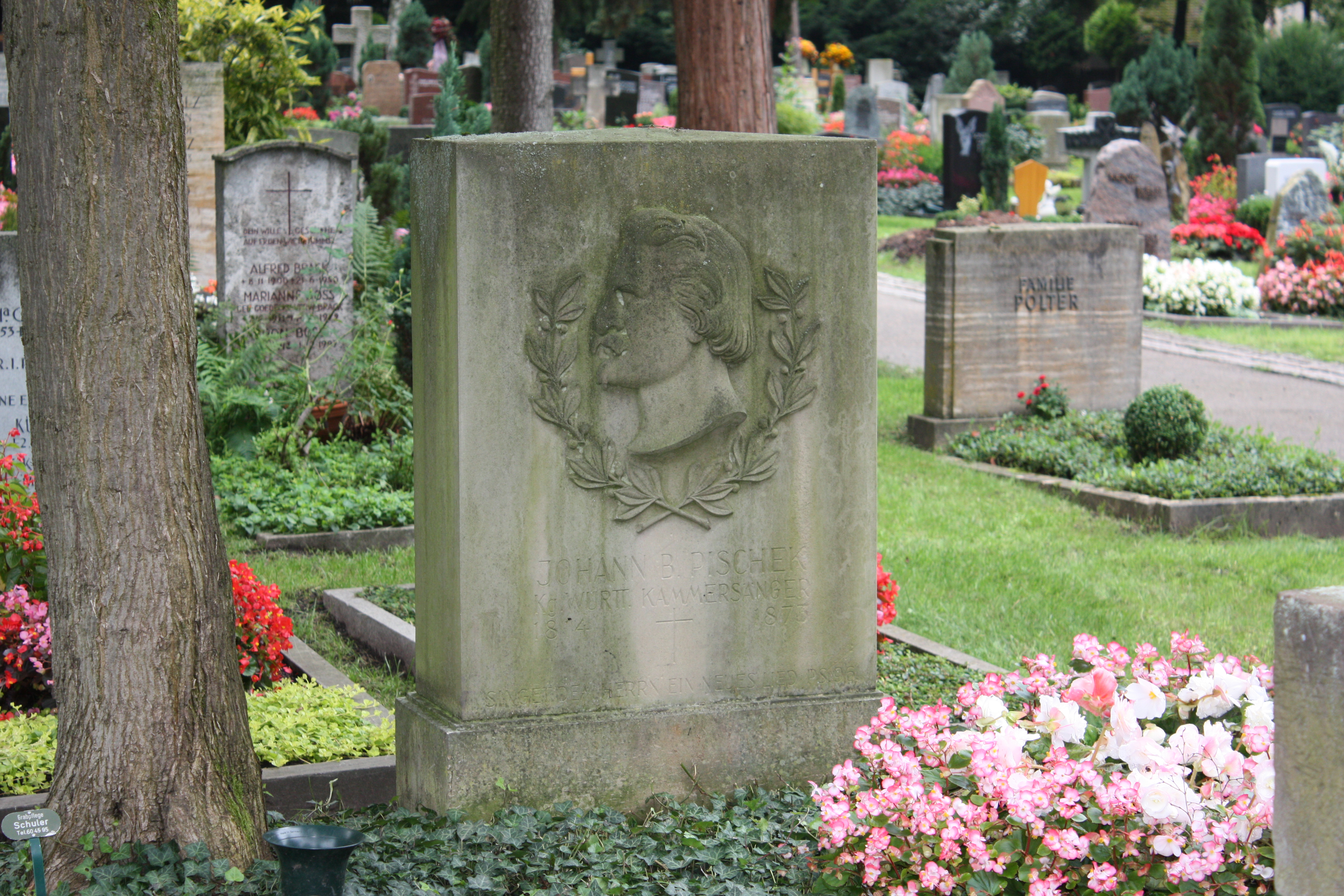
Grabmal Pischeks auf dem Stuttgarter Fangelsbachfriedhof

Johann Pischek war der Sohn des Bürgermeisters von Mscheno. Er studierte zunächst Rechtswissenschaften an der Universität Prag, ehe er zur Bühne wechselte. Sein erster Auftritt war ein Misserfolg, so dass er sich danach als Klavierlehrer mit ärmlichen Einkünften durchbringen musste. Von seinem Vater bekam er keine Unterstützung, da dieser den künstlerischen Beruf ablehnte. Trotzdem übte Pischek mit großem Eifer Gesang und betrieb auch allgemeine musikalische Studien. Ab dem Jahre 1838 wirkte er am Stadttheater in Brünn, seit 1839 am Theater an der Wien sowie in Pressburg mit stets wachsendem Erfolg. 1840 kam die Berufung zum ersten Baritonisten an das Stadttheater in Frankfurt. Vier Jahre später erhielt er eine unbefristete Anstellung als königlicher Kammersänger am Hoftheater in Stuttgart. Während der Dauer seines Wirkens erlebte die Stuttgarter Oper eine Glanzzeit. Vertragsmäßig hatte Pischek jedes Jahr vier Monate Urlaub, so dass er diese Zeit für Tourneen nutzen konnte. So trat er wiederholt in Wien oder auch in London als Opern- und Liedsänger auf und konnte dabei große Erfolge erzielen. 1853 wurde Pischek auf Empfehlung von Mathilde von Marlow erstmalig von Franz Josef Schütky vertreten, der im darauf folgenden Jahr endgültig nach Stuttgart wechseln sollte.
Im Jahre 1864 trat Pischek in den Ruhestand und starb 1873 auf Besuch bei seiner Tochter in Sigmaringen. Er wurde in Stuttgart auf dem Fangelsbachfriedhof beigesetzt.
Sein Sohn Johann von Pischek war von 1893 bis 1912 Innenminister des Königreichs Württemberg.

## Schüler (Auswahl)
- Franz Ditt